# Уддевалла
Уддевалла (швед. Uddevalla) — город в Швеции в лене Вестра-Гёталанд, центр одноимённой коммуны.

## География
Город Уддевалла расположен на западном побережье Швеции, в месте впадения реки Бевеон в залив Скагеррака, в 85 километрах севернее Гётеборга. Площадь города составляет 16,92 км². Численность населения — 31212 человек (на 2010 год).

## История

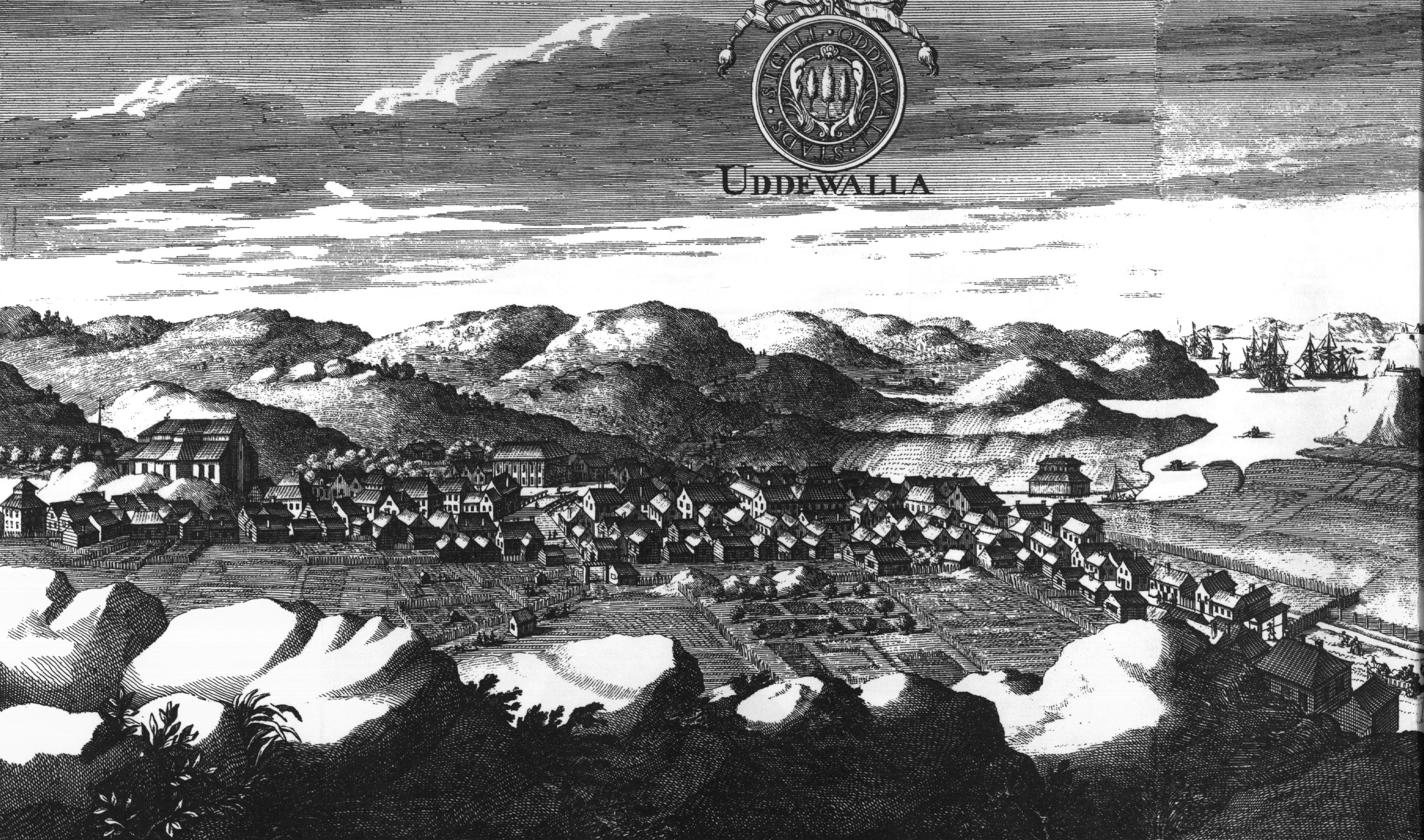
Уддевалла ок. 1700 года

Статус города Уддевалла получила в 1498 году. В то время город входил в состав Датского королевства. В Средние века Уддевалла являлась торговым связующим звеном между Данией, Швецией и Норвегией. В то же время она неоднократно несла урон в результате датско-шведских войн. Так, в 1519, 1564, 1611 и 1644 годах город горел, подожжённый датскими или шведскими войсками. В 1658 году Уддевалла вошла в состав Швеции.
В XVIII столетии город пережил расцвет благодаря развивавшемуся здесь экспорту железа, леса и рыбы. Однако после открытия Тролльхетте-канала город утратил своё значение, а после сильнейшего пожара 1806 года пришёл в упадок. Только в конце XIX века Уддевалла получила новый импульс развития — в городе возникли текстильные и судостроительные предприятия. В 1989 году в Уддевалле открылся завод фирмы Volvo.

## Спорт
На стадионе Римнерсваллен проходил один из матчей чемпионата мира по футболу 1958 года, сейчас на нем выступает клуб Оддевольд. В городе также есть другая футбольная команда ИФК Уддевалла.

## Города-побратимы
- Эстония: Йыхви
- Финляндия: Лоймаа
- Исландия: Мосфедльсбэр
- Япония: Окадзаки
- Дания: Тистед
- Норвегия: Шиен
- Шотландия: Эрвин